# Юхновская культура
Юхно́вская культура — археологическая культура, датируемая VI веком до н. э. — I веком н. э. Распространена в среднем течении Десны, верховьях Сейма и Оки, бассейнах Ипути и Беседи.  Соседствовала с (предположительно родственной) милоградской культурой.
Материалы введены в научный оборот Д. Я. Самоквасовым, раскопавшим в конце XIX века городище близ деревни Юхново (ныне в Черниговской области, Украина). Юхновские древности выделены в самостоятельную археологическую культуру М. В. Воеводским в 1940-х годах.

## Характеристики
Остатки поселений юхновской культуры представлены преимущественно городищами (95% всех памятников), где находились длинные наземные дома (иногда опоясывавшие площадки городищ) с плетневыми стенами, обмазанными глиной. Реже встречаются следы небольших наземных строений и полуземлянок. Жилища отапливались очагами, изредка печами, от которых сохранились завалы обожжённой глины. Селищ юхновской культуры известно мало. Они либо соседствуют с городищами, либо являют собой следы сезонных стойбищ в поймах.
Керамический комплекс содержит преимущественно слабопрофилированные горшки с орнаментом из наклонных вдавлений, реже встречаются баночные и миниатюрные сосуды, миски, пряслица (в том числе орнаментированные), «рогатые кирпичи» (очажные подставки), ритуальные «хлебцы» и блоки, грузила конусовидной формы. В юхновской культуре бытовали изделия из кости (иглы, рукояти, стрелы, псалии, гарпуны и др.), железа (ножи, зубильца, тёсла, булавки), бронзы (гвоздевидные и посоховидные булавки, умбоновидные «серьги», браслеты, подобные латенским, стрелы, аналогичные скифским).
Носители юхновской культуры жили за счёт животноводства и земледелия, дополняемых охотой и рыболовством. Ассортимент возделываемых зерновых культур ограничивался просом, ячменём и пшеницей-двузернянкой.
Для юхновского погребального обряда характерен биритуализм: встречаются как ямные ингумации (в том числе подкурганные) на городищах, так и остатки кремаций. На раскопанном Б. А. Рыбаковым юхновском святилище Благовещенская Гора найдено жерло ритуального сосуда в виде медвежьей головы, связанного с охотничьим культом.

## Происхождение и этнос
Складывание юхновских древностей связывают с бондарихинской культурой. Ю. В. Буйнов предполагает участие в этом процессе лебедовского субстрата.
Носителей юхновской культуры чаще всего определяют как балтов. Эта атрибуция объясняется схожестью юхновской культуры с приписываемыми балтам днепро-двинской, штрихованной и верхнеокской, а также характерной гидронимией в её ареале. При этом прослеживается значительное южное (скифское) влияние на юхновскую культуру. П. Н. Третьяков, В. П. Левенок, В. А. Ильинская, А. И. Тереножкин, О. Н. Мельниковская и В. П. Яйленко соотносили юхновцев с меланхленами, описанными Геродотом. Б. А. Рыбаков, Б. Н. Мозолевский и С. Е. Рассадин отождествили их с геродотовыми будинами, а М. Гимбутас и В. В. Седов — с неврами. По мнению Д. В. Каравайко, «отец истории» вообще не упоминает юхновцев.
Около I века до н. э. в ареал юхновской культуры проникли носители зарубинецких традиций, что привело к формированию древностей типа Почеп.